# Brigita Irská
Brigita z Kildare či Brigita Irská (mezi 451 a 453, Faughart – 1. února 523 Kildare) je
podle legendárního podání považována za zakladatelku kláštera v Kildare a dalších klášterů. Historické prameny ohledně jejího života jsou velmi nejednotné a nejstarší dochovaný životopis svaté Brigity vznikl až dvě století po její smrti. To vede k pochybnostem o autenticitě vyprávění o svaté Brigitě. Lze vytušit též určitou spojitost mezi úctou ke světici a keltským kultem bohyně Brigid. Některé atributy má svatá Brigita se zmíněným božstvem společné.

## Legendy
Brigita byla podle legend dcerou krále Dubhtacha z Leinsteru a Brokky. Matka byla křesťankou, pocházela z národa Piktů. Křest přijala z rukou samotného sv. Patrika, "Apoštola Irska". Brigita svou štědrostí a pomocí vůči chudým a nemocným rozhněvala otce, proto se uchýlila do kláštera. Její otec později také přijal křest a jak uvádí Liber hymnorum z 10. století, leinsterský král daroval Brigitě pozemek v Kindale, aby na něm vystavěla klášter.
Brigita v Kildare žila až do své smrti a byla pohřbena v Downpatricku. O světici se zmiňuje množství středověké literatury: např. Kniha z Lismore, Breviarium aberdonense či Bethada Náem n-Érenn. Vysvětlení souvislosti mezi svatou Brigitou a bohyní Brigid možno hledat například v tom, že Brigita asi založila klášter v Kildare na místě původní pohanské svatyně. Datum úmrtí se také kryje se svátkem bohyně Brigid v Imbolku. S postavou svaté Brigity je spojeno množství až fantaskních příběhů. V pozdější skotské lidové tradici hraje Brigita úlohu porodní báby Panny Marie.

## Úcta
Svatá Brigita je považována za patronku Irska. Její svátek církev v Irsku slaví 1. února a jméno svaté Brigity nese velké množství irských škol.